# Tary Gizella
Tary Gizella (Szolnok, 1884. november 19. – Budapest, 1960. február 8.) magyar színésznő, tőrvívó, olimpikon, a női vívás hazai úttörője és népszerűsítője, írónő. Az első magyar tőrbajnoknő és az első magyar vívómesternő.

## Életútja
Tízgyermekes kisiparos-asztalos családban született, tizenegy éves korában már apja műhelyében dolgozott. Húszévesen beiratkozott Rákosi Szidi magán színészképző iskolájába, amit három év múlva el is végzett, jeles eredménnyel. A színiiskolában Lovass Gyula vívómestertől sajátította el a vívás alapjait, a „kottázott” fegyverforgatás elemeit. Később beiratkozott Fodor Károly híres vívóintézetébe (Fodor Testnevelő és Vívó Intézet). Annak ellenére, hogy akkor már több kiváló magyar vívómester oktatott hazánkban, a többség nem szívesen foglalkozott női tanítványokkal, sőt olyan is akadt, aki egyáltalán nem vállalta nők oktatását. Csak Italo Santelli, Gerentsér László és Fodor István, a Fodor Károly-féle sportiskola fiatal vezetője foglalkoztak női vívókkal.
A Rákoskeresztúri köztemetőben (Budapest) van eltemetve.

### Sportpályafutása
1909-ben megnyerte a Pozsonyban megrendezett első magyar női tőrvívóbajnokságot. A pozsonyi siker után másfél évtizedig nem versenyzett. Néhány hónappal a párizsi olimpia előtt elkezdte a felkészülést Italo Santelli segítségével. Mivel nem talált megfelelő női ellenfeleket, többnyire férfiakkal edzett. Az 1924. évi nyári olimpiai játékok tőrvívás egyéni számában 6. helyezést ért el, ezzel Tary Gizella lett az első magyar női pontszerző olimpikon. Női tőrvívásban 9 nemzet 25 sportolója indult: 4 dán, 4 francia, 4 brit, 3 holland, 3 svéd, 3 svájci, 2 amerikai, 1 magyar és 1 lengyel. Azon az olimpián tíz – kilenc férfi és egy nő – vívó képviselte Magyarországot. A magyar vívók összesen egy első, egy második, két harmadik, egy negyedik és egy hatodik helyezést értek el, és ezzel huszonnégy olimpiai pontot szereztek.
Alig ismertem, pár szónál többet soha nem beszéltünk egymással. Valaha a Santelli-teremben láthattam gyakorta, vívás közben, a tehetség, a rutin és ötletesség játékos tobzódásával, pusztán a vívás élvezetéből, a sport művészetéért forgatva fegyverét, vagy amikor groteszk-tréfásan vívóink ismert mozdulatait parodizálta.
Tary Gizella talán nem kapta meg életében azt a megbecsülést, amelyet megérdemelt volna. Nem voltak többé kimagasló eredményei, sikerei, de az ő pályafutását nem az eredmények szemszögéből kell értékelni, hanem abból kiindulva, hogy elindított valamit és átadta a stafétabotot azoknak, akik a győzelmi dobogó legmagasabb fokára jutottak.

### Színpadi szerepe
- Kemény Egon–Bródy István–Harmath Imre: „Kikelet ucca 3” (1929) Pesti operett 3 felvonásban, nagyoperett. Bemutató: Fővárosi Operettszínház (ma: Budapesti Operettszínház) 1929. április 27. Főszereplők: Somogyi Erzsi, Eggerth Márta, Fejes Teri, Kertész Dezső, Sarkadi Aladár, Halmay Tibor, Kabos Gyula, Szirmai Imre, rendező: Szabolcs Ernő, díszlet: Gara Zoltán, ruhatervező: Váradi Tihamér, a táncokat betanította: Rott Ferenc, karmester: Ábrahám Pál.

„Tary Gizella, aki a tőrvívásban európai hírnevet szerzett magának, szombaton este nem tőrrel a kezében, hanem a színjátszás finom fegyverével áll ki a planchera. A küzdelem színhelye: a Kikelet-utca 3., a zsűri: a közönség.
Beszéljen Tary Gizella, az olimpiai bajnoknő Tary Gizelláról, a színésznőről.
- Én elsősorban színésznő vagyok, és csak aztán vívó.
A Rákosi Színiiskolába jártam és ott tanultam először vívni. Igy fedezték fel bennem a Színiiskolában a víváshoz való tehetséget. Később pedig a tőrömmel akartam megszerezni a művészi pályán való érvényesülés lehetőséget.
….Mostani szerepem egyelőre kicsi – folytatja – kis karakterszerep, de – ha rövid a kardod toldd meg egy lépéssel. Ha rövid a szereped...
- Akkor?
- Akkor szívvel, tehetséggel kell eljátszani, hogy jelentőséget kapjon.
Az a fontos, hogy végre szóhoz jutottam, hiszen idáig még ennyit sem tudtam elérni.
A görl- és boy-áradat behömpölyög a kapun és kezdődik a próba.
Tary Gizella is indul.
Esti Kurir, Színház péntek, 1929. április 26.”